# Alfred Pellegrini
Alfred Pellegrini   (Dresden, 5 de febrer de 1887 - Landshut, 4 de desembre de 1962), fou un violinista alemany.
Era net de la cantant Clementine Pellegrini i el músic Julius Pellegrini.
Estudià al Seminari Gymnasium de Dresden i al Conservatori de Praga amb Antonín Dvořák i Otakar Ševčík, i a la Universitat de Leipzig amb Arthur Prüfer, i a la de Múnic amb el musicòleg Hermann von der Pfordten. De 1912 a 1914 va fer una gira per Aussig, Bayreuth, Bodenbach, Dresden, Grècia, Iugoslàvia, Landshut, Leipzig, Leitmeritz, Múnic,Odessa, París, Praga. Fou concertino a Cherson-Odessa 1914 a 1015, i a partir d'aquest any fou professor de violí a l'Acadèmia de Música Leitmeritz durant uns anys.

## Llocs de consulta
- Biblioteca Estatal de Baviera
- Associació de Biblioteques Baviera (16)
- Arxiu de Música Alemany de la Biblioteca Nacional Alemanya (9)
- Xarxa de biblioteques compartides (2)
- Associació de Biblioteques Hessianes
- Centre Biblioteca Universitari de l'Estat de Rin del Nord-Westfàlia (4)
- Associació de Biblioteques alemanyes del Sud-oest (13)
- Biblioteca Virtual de Musicologia (31)